# Lycianthes poeppigii
Lycianthes poeppigii är en potatisväxtart som beskrevs av Friedrich August Georg Bitter. Lycianthes poeppigii ingår i Himmelsögonsläktet som ingår i familjen potatisväxter. Inga underarter finns listade i Catalogue of Life.